# Graphiphora unimacula
Graphiphora unimacula là một loài bướm đêm trong họ Noctuidae.